# Сайидов, Илимдар Ризаевич
Илимдар Ризаевич Сайидов (Саидов) (укр. Ілімдар Різаєвич Сайідов; род. 12 апреля 1984) — украинский и российский борец вольного стиля, участник чемпионатов Европы и Кубка мира. Вице-чемпион Украины.

## Карьера
В феврале 2006 года стал победителем международного турнира в Киеве. В феврале 2008 года стал бронзовым призёром киевского международного турнира. В феврале 2010 года на киевском турнире стал вновь стал бронзовым призёром. Является воспитанником симферопольского «Динамо». В январе 2020 года во второй раз подряд стал победителем Всекрымского чемпионата по национальной борьбе куреш

## Спортивные результаты
- Чемпионат Европы по борьбе среди кадетов 2000 — 15;
- Чемпионат Европы по борьбе среди кадетов 2001 — 7;
- Чемпионат мира по борьбе среди студентов 2004 — 5;
- Чемпионат Европы по борьбе среди юниоров 2004 — ;
- Чемпионат Европы по борьбе 2006 — 13;
- Кубок мира по борьбе 2009 — 5;
- Кубок мира по борьбе 2009 (команда) — 5;
- Чемпионат Европы по борьбе 2009 — 8;